# Renivohitra
Renivohitra is een plaats en commune in het centrum van Madagaskar, behorend tot het district Antananarivo-Renivohitra, dat gelegen is in de regio Analamanga. Tijdens een volkstelling in 2001 telde de plaats 1.054.649 inwoners.